# 不動産鑑定業者
不動産鑑定業者（ふどうさんかんていぎょうしゃ）とは、不動産の鑑定評価に関する法律に基づき、国土交通大臣又は都道府県知事に登録を受けた不動産鑑定業を営む者である。

## 根拠条文
不動産の鑑定評価に関する法律第2条（定義）において、”「不動産鑑定業者」とは、第二十四条の規定による登録を受けた者”と定義されている。
また、同法第22条（不動産鑑定業者の登録）で”不動産鑑定業を営もうとする者は、二以上の都道府県に事務所を設ける者にあつては国土交通省に、その他の者にあつてはその事務所の所在地の属する都道府県に備える不動産鑑定業者登録簿に登録を受けなければならない。”と定められている。

## 不動産鑑定業者の数
国土交通省土地・建設産業局地価調査課によると、2020年1月1日時点での業者数は、大臣登録75業者、知事登録3,149業者の計3,224業者である。都道府県別では、東京都が大臣登録45業者、知事登録750業者で最も多く、ついで大阪府が大臣登録11業者、知事登録258業者となっている。

## 主な不動産鑑定業者の一覧
売上高上位、その他主な不動産鑑定業者は以下の通り。
- 日本不動産研究所
- 大和不動産鑑定
- 谷澤総合鑑定所
- エム・ユー不動産調査（三菱UFJ銀行）
- SMBC不動産調査サービス（三井住友銀行）
- シービーアールイー
- 三友システムアプレイザル
- JLL森井鑑定
- エル・シー・アール国土利用研究所
- コスモシステム
- 東京カンテイ
- タス
- 日本ヴァリュアーズ
- 中央不動産鑑定所
- 立地評価研究所
- みずほ不動産調査サービス（みずほ銀行）
- 日本ホテルアプレイザル
- 不動産価格保証株式会社
- みずほ信託銀行
- 三井住友信託銀行
- 三菱UFJ信託銀行
- りそな銀行